# Anna Sophie Okkels
Anna Sophie Okkels, née le 23 mars 1990 à Aarhus, est une ancienne handballeuse internationale danoise évoluant au poste d'arrière gauche.

## Biographie
Elle met un terme à sa carrière à l'issue de la saison 2017-2018.

## Palmarès

### En club
compétitions nationales
- championne du Danemark en 2012 (avec Randers HK)

### En sélection
championnats du monde
- 6e place du championnat du monde 2015

championnats d'Europe
- 4e place du championnat d'Europe 2016